# Nördliche Madagaskar-Weißschwanzratte

Bereich der ersten Funde, Text beachten

Die Nördlichen Madagaskar-Weißschwanzratte oder Haarschwanz-Inselratte (Brachytarsomys villosa) ist ein auf Madagaskar endemisches Nagetier in der Familie Nesomyidae. Die Population wurde ursprünglich als Unterart der Madagaskar-Weißschwanzratte (Brachytarsomys albicauda) beschrieben. Dazu diente ein in einem Zoo gehaltenes Exemplar. Bis zum Jahr 2016 waren nur Funde von fünf Stellen bekannt.

## Merkmale
Kennzeichnend für die Art ist im Gegensatz zum anderen noch lebenden Gattungsvertreter der behaarte Schwanz. Außerdem ist das Fell der Oberseite eher grau und der Schädel ist im Verhältnis zum Körper größer. Der Schwanz ist nahe am Körper dunkel und an der Spitze weiß. Er kann als Greifwerkzeug eingesetzt werden. Die Individuen sind ohne Schwanz 228 bis 245 mm lang, die Schwanzlänge beträgt etwa 265 mm und das Gewicht variiert zwischen 235 und 360 g.

## Verbreitung und Lebensweise
Funde dieser Madagaskar-Ratte stammen aus den Regionen Diana, Sava, Sofia und Analanjirofo im Norden der Insel. Die Art lebt in Gebirgen und Hochländern zwischen 1300 und 2050 Meter Höhe. Sie bewohnt unterschiedliche Wälder und klettert in Bäumen.
Die nachtaktiven Exemplare ruhen in Baumhöhlen, die auch in Baumstümpfen liegen können. Als vorwiegende Nahrung werden Früchte, Pflanzensamen und Blätter angenommen. Bei Weibchen kommen sechs Zitzen vor und ein Wurf enthält bis zu sechs Neugeborene. Ein trächtiges Weibchen wurde im Oktober registriert.

## Gefährdung
Landschaftsveränderungen durch Brandrodung und andere Aktivitäten beeinflussen den Bestand, obwohl diese unterhalb 1200 Meter Höhe intensiver sind. Einige Exemplare werden als Wildfleisch gejagt. Andere Vertreter der Familie Nesomyidae werden durch eingeschleppte Fellparasiten beeinträchtigt. Die IUCN listet die Art deshalb und aufgrund des schätzungsweise 5400 km² großen Verbreitungsgebiets als gefährdet (vulnerable).